# Władysław Żeleński

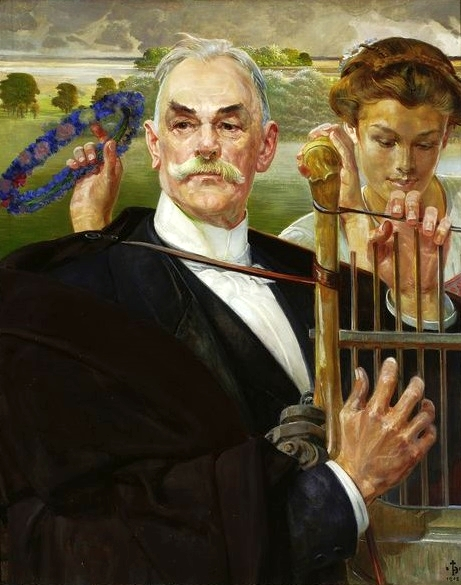
Władysław Żeleński, door Jacek Malczewski, 1908.

Władysław Marcjan Mikołaj Żeleński (Grodkowice, 6 juli 1837 - Krakau, 23 januari 1921) was een Poolse pianist, componist en muziekpedagoog van voornamelijk romantische muziek.
Żeleński studeerde in Krakau, Praag en Parijs. Na enkele jaren gewoond en gewerkt te hebben in Parijs, keerde hij in 1871 terug naar Polen waar hij leraar theorie werd aan de muziekschool van Warschau. Vanaf 1881 tot aan zijn dood was Żeleński directeur van het conservatorium van Krakau. Hij volgde daar Aleksander Zarzycki op.
Hij schreef verschillende opera’s, o.a. Coplana (1896) en Stara basń (1907) en enkele symfonische werken waaronder een pianoconcert, twee symfonieën en enkele ouvertures. Verder schreef hij veel voor de kerk: missen, cantates, motetten en orgelmuziek en ongeveer honderd liederen.
Zijn populairste werk is ongetwijfeld het symfonisch gedicht Im Tatra-Gebirge, Op. 27 uit 1870 dat nog steeds bij veel Poolse orkesten op het repertoire staat. Relatief weinig werken van Żeleński zijn bewaard gebleven en de meeste zijn niet gedateerd. Het Pianoconcert in Es majeur, Op. 60 – geschreven in 1903 – is opgedragen aan de jonge pianist Ignacy Friedman, die het jaar daarop de première van het stuk speelde. Hoewel het pianoconcert vrij conservatief van opzet is, zijn wel heel goed de ontwikkelingen zoals die zich in de muziek van componisten als Franck, Grieg, Liszt, Saint-Saëns en Tsjaikovski afspeelden, te horen.

## Bekendste werken

### Opera
- Konrad Wallenrod
- Goplana
- Janek
- Stara Baśń

### Overtures
- W Tatrach
- Echa leśne

- Bibsys: 12027013
- Bibliothèque nationale de France: cb139605749 (data)
- CiNii: DA12747295
- Gemeinsame Normdatei: 132168413
- International Standard Name Identifier: 0000 0000 8121 0157
- Library of Congress Control Number: nr91038166
- Nationale Bibliotheek van Letland: 000183917
- MusicBrainz: b9c5bb51-2b9d-413f-acdc-0d696db7129f
- Nationale Bibliotheek van Tsjechië: mzk2003194378
- Nationale Bibliotheek van Israël: 987007511469205171
- Nederlandse Thesaurus van Auteursnamen: 280600895
- Istituto Centrale per il Catalogo Unico: REAV171041
- Système universitaire de documentation: 17154577X
- Virtual International Authority File: 42032374
- WorldCat: E39PBJgmThrRDbrjxqWX9Bj6Kd